# Liste der Naturdenkmale in Neunkirchen
Die Liste der Naturdenkmale in Neunkirchen enthält die Naturdenkmale in Neunkirchen im Landkreis Neunkirchen im Saarland.

## Naturdenkmale
| Bild            | Bezeichnung                               | Ort | Beschreibung                                       | Art | Nr.      |
| --------------- | ----------------------------------------- | --- | -------------------------------------------------- | --- | -------- |
| Fotos hochladen | Ebertseiche                               | Neunkirchen Wiebelskirchen Abteilung 200. Im Wald Nähe Wasserhochbehälter 49° 21′ 55,8″ N, 7° 12′ 59″ O) | [ 2 ]                                              |     | D 406 02 |
| Fotos hochladen | Felsengruppe                              | Neunkirchen Wellesweiler am Schwimmbad im Kasbruchtal 49° 20′ 12,8″ N, 7° 12′ 40″ O)                     | [ 3 ]                                              |     | D 406 03 |
| Fotos hochladen | Erlenbrunnen                              | Neunkirchen Furpach 49° 18′ 58,3″ N, 7° 11′ 47″ O)                                                       | gefasste Quelle und Quelltümpel.                   |     | D 406 04 |
| Fotos hochladen | Zimmermannskanzel                         | Neunkirchen Wiebelskirchen Abt. 203 links d. Oster im Dietzeloch 49° 22′ 19,6″ N, 7° 12′ 42,1″ O)        | Felsblock von ca. 5 m Höhe aus Holzer Konglomerat. |     | D 406 06 |
| BW              | Gedenklinde vor der ev. Kirche            | Neunkirchen Wiebelskirchen Martin-Luther-Straße 49° 22′ 23,8″ N, 7° 11′ 5,1″ O)                          | [ 6 ]                                              |     | D 406 09 |
| Fotos hochladen | 4 Eichen am 10-Pfennig-Brunnen            | Neunkirchen Wiebelskirchen 49° 23′ 2,4″ N, 7° 9′ 22,3″ O)                                                | [ 7 ]                                              |     | D 406 11 |
| Fotos hochladen | Eiche am Schlangenweg im Kohlwald         | Neunkirchen Wiebelskirchen 600 m nach NW von der Zufahrt zu Tor 10 49° 21′ 38,7″ N, 7° 9′ 51,1″ O)       | [ 8 ]                                              |     | D 406 12 |
| Fotos hochladen | Eiche rechts der Oster                    | Neunkirchen Wiebelskirchen L 121 Zwischen WBK & Hangard 49° 22′ 41″ N, 7° 12′ 1,3″ O)                    | [ 9 ]                                              |     | D 406 13 |
| Fotos hochladen | Ilexgruppe in Furpach                     | Neunkirchen Furpach Gutspark 49° 19′ 19,7″ N, 7° 12′ 58,4″ O)                                            | [ 10 ]                                             |     | D 406 15 |
| BW              | 2 Fichten am Furpacher Weiher             | Neunkirchen Furpach Gutspark 49° 19′ 12,5″ N, 7° 13′ 2,9″ O)                                             | [ 11 ]                                             |     | D 406 17 |
| Fotos hochladen | Roteiche am Furpacher Weiher              | Neunkirchen Furpach Gutspark 49° 19′ 9,2″ N, 7° 12′ 57,7″ O)                                             | [ 12 ]                                             |     | D 406 19 |
| Fotos hochladen | Bergahorn am Furpacher Weiher             | Neunkirchen Furpach Gutspark 49° 19′ 7,8″ N, 7° 12′ 53,9″ O)                                             | [ 13 ]                                             |     | D 406 20 |
| BW              | 2 Roteichen am Furpacher Weiher           | Neunkirchen Furpach Gutspark 49° 19′ 7,8″ N, 7° 12′ 55,8″ O)                                             | [ 14 ]                                             |     | D 406 21 |
| BW              | Eiche im Schützenhausweg                  | Neunkirchen Schützenhausweg 23–25 49° 20′ 50,3″ N, 7° 11′ 47″ O)                                         | [ 15 ]                                             |     | D 406 22 |
| BW              | 2 Eichen im Wagwiesental                  | Neunkirchen Fernstraße 49° 20′ 50,1″ N, 7° 11′ 31,6″ O)                                                  | [ 16 ]                                             |     | D 406 23 |
| Fotos hochladen | 2 Eichen am Tannenschlag                  | Neunkirchen Furpach Limbacher Straße/Tannenschlag 49° 19′ 23,9″ N, 7° 12′ 28,1″ O)                       | [ 17 ]                                             |     | D 406 24 |
| BW              | Platane und Ahorn vor der Lutherschule    | Neunkirchen Lutherstraße 2 49° 20′ 50,4″ N, 7° 10′ 40,7″ O)                                              | [ 18 ]                                             |     | D 406 25 |
| BW              | 2 Platanen im Schulhof der Lutherschule   | Neunkirchen Lutherstraße 49° 20′ 48,7″ N, 7° 10′ 39″ O)                                                  | [ 19 ]                                             |     | D 406 26 |
| BW              | 5 Platanen im Schulhof                    | Neunkirchen Unterer Friedhofsweg 49° 20′ 10,4″ N, 7° 10′ 57,8″ O)                                        | [ 20 ]                                             |     | D 406 27 |
| BW              | Roteiche an der Grundschule Hangard       | Neunkirchen Hangard Pastor-Seibert-Straße 49° 22′ 46,3″ N, 7° 12′ 57,4″ O)                               | [ 21 ]                                             |     | D 406 28 |
| Fotos hochladen | 4 Linden am Kriegerdenkmal 1914/18        | Neunkirchen Münchwies vor der katholischen Kirche 49° 23′ 48,1″ N, 7° 14′ 39,2″ O)                       | [ 22 ]                                             |     | D 406 29 |
| BW              | Christusdorn im Schulhof der Lutherschule | Neunkirchen Lutherstraße 49° 20′ 48,5″ N, 7° 10′ 38,5″ O)                                                | [ 23 ]                                             |     | D 406 30 |